# Irschenberg
Irschenberg – miejscowość i gmina w południowych Niemczech, w kraju związkowym Bawaria, w rejencji Górna Bawaria, w regionie Oberland, w powiecie Miesbach. Leży około 10 km na północny wschód od Miesbach, przy autostradzie A8.

## Demografia

### Struktura wiekowa
Dane o ludności z 31 grudnia 2008:
| Opis                                | Ogółem | Ogółem | Kobiety | Kobiety | Mężczyźni | Mężczyźni |
| ----------------------------------- | ------ | ------ | ------- | ------- | --------- | --------- |
| Jednostka                           | osób   | %      | osób    | %       | osób      | %         |
| Populacja                           | 3048   | 100    | 1530    | 50,2    | 1518      | 49,8      |
| Wiek przedprodukcyjny (0–17 lat)    | 688    | 22,57  | 334     | 10,96   | 354       | 11,61     |
| Wiek produkcyjny (18–65 lat)        | 1900   | 62,34  | 936     | 30,71   | 964       | 31,63     |
| Wiek poprodukcyjny (powyżej 65 lat) | 460    | 15,09  | 260     | 8,53    | 200       | 6,56      |

## Polityka
Wójtem gminy jest Hans Schönauer, rada gminy składa się z 16 osób.
|      | CSU | SPD | FWGIR | FWGN | FDP/AB | Razem |
| 2008 | 5   | 1   | 5     | 3    | 2      | 16    |
| 2002 | 5   | 1   | 4     | 4    | 14     |       |